# Conure de Weddell
Aratinga weddellii
Espèce
Statut de conservation UICN

 LC  : Préoccupation mineure
Statut CITES
La Conure de Weddell (Aratinga weddellii) ou Conure à tête sombre, est une espèce d'oiseau appartenant à la famille des Psittacidae.
Son nom commémore le botaniste Hugh Algernon Weddell (1819-1877).

## Description
Cette espèce mesure environ 28 cm de longueur pour une envergure de 46 cm et une masse de 96 à 129 g.
Elle présente un plumage à dominante vert foncé (cou, manteau, croupion, une grande partie des rémiges et du dessus des rectrices). La gorge et le haut de la poitrine sont vert olive. Cette couleur vire au vert jaunâtre sur le bas de la poitrine, le ventre, les cuisses et la zone anale. Le dessous de la queue est gris foncé. Les rémiges primaires externes sont noires bordées de bleu, les autres vertes avec des reflets bleus. La tête et le menton sont gris brun avec quelques plumes marquées d'un reflet bleu azur donnant un aspect écailleux. Les lores et les alentours de la mandibule supérieure présentent un reflet rose. Le bec est noir avec une bordure rose à la base. Les pattes sont gris foncé avec les doigts gris noir. Les cercles oculaires nus sont blanchâtres à reflets roses, les yeux noirs et les iris jaunes.

## Répartition
La Conure de Weddell peuple le sud-est de la Colombie, l'est de l'Équateur, le nord et l'est du Pérou, le nord-est de la Bolivie et le nord-ouest du Brésil (Mato Grosso). Elle peuple désormais la Floride.

## Habitat
Cette espèce vit dans les forêts jusqu'à 750 m d'altitude, dans les plaines en bordure des forêts humides le long des rivières, dans les marais et les vallées boisées de petits arbustes, dans les plantations de café et de canne à sucre.

## Comportement
La Conure de Weddell vit en couple ou en petits groupes mais peut se regrouper en bandes d'une centaine d'individus lorsque la nourriture est abondante. Cette espèce effectue des déplacements importants.

## Alimentation
Cet oiseau se nourrit de graines, de baies, de fruits, d'inflorescences, d'insectes et de larves.

## Reproduction
La période de reproduction s'étend de février à mai dans l'extrême nord-ouest de l'aire de répartition mais ne débute qu'en juillet dans le sud. Pendant cette période, les couples s'isolent. Les nids sont construits dans des cavités d'arbres, parfois d'anciennes loges de pics, à grande hauteur. Cet oiseau peut également creuser dans des termitières de longs couloirs se terminant par une chambre de nidification.

## Source
- Mario D. & Conzo G. (2004) Le grand livre des perroquets. de Vecchi, Paris, 287 p.